# ノーナレ
『ノーナレ』は、NHK総合およびNHK BS4Kにて不定期に放送されるドキュメンタリー番組。
ナレーションが挿入されず、「説明よりも感じるものを」を目指すとしていることが特徴。ただし状況説明のテロップは表示されるため、完全に説明が廃されたわけではない。
原則として30分番組だが、初期は25分構成で、ほかにスペシャルとして一部例外もある。初回放送は2016年12月21日で、2023年5月3日に最新作が放送されて以来、新作は途絶えている。

## 放送一覧
| タイトル                                            | 取材対象                                               | 初回放送日     | 備考 |
| --------------------------------------------------- | ------------------------------------------------------ | -------------- | --- |
| 北陸 寿司（すし）おとこ                             | 山口尚亨（寿司職人）                                   | 2016年12月21日 | |
| ストーカー 私が加害者になった理由                   | ストーカー                                             | 2016年12月22日 | |
| 諦めない男 棋士 加藤一二三                          | 加藤一二三（棋士）                                     | 2017年3月27日  | |
| ミアタリ                                            | 見当たり捜査（全国指名手配犯専門捜査）                 | 2017年6月23日  | 第55回ギャラクシー賞テレビ部門奨励賞受賞 |
| 元ヤクザ うどん店はじめます                         | ナカモト（うどん店店主・元暴力団員）                   | 2017年8月21日  | |
| 町工場×テクノ                                       | INDUSTRIAL JP                                          | 2017年8月22日  | DJ TASAKA、Dorian、Gonno、Sountrive、Cherryboy Function、Inner Scienceらが楽曲を提供 |
| ジブン着せ替え                                      | 霜鳥まき子（パーソナルスタイリスト）                   | 2017年11月11日 | |
| 辰吉家の常識 世間の非常識                           | 辰吉丈一郎（プロボクサー）・るみ夫妻                   | 2017年12月18日 | |
| 荒海ゴールドラッシュ                                | 松葉ガニ漁                                             | 2017年12月22日 | 2018年2月18日、鳥取県域限定で4分の未公開映像を追加した「荒海ゴールドラッシュ完全版」を放送 |
| ゲーマー夫婦 1/60秒の夫婦げんか                     | ももち・チョコブランカ夫妻（プロゲーマー）             | 2017年12月25日 | |
| 津軽 雪空港                                         | 青森空港                                               | 2018年3月26日  | |
| ラーマのつぶやき                                    | シリア難民一家                                         | 2018年3月27日  | |
| “悪魔の医師”か“赤ひげ”か                            | 宇和島臓器売買事件および病気腎移植                     | 2018年3月28日  | 出演：万波誠（医師）ほか 同年7月7日、60分拡大版がETV特集として放送 2019年5月20日、出版芸術社より本番組が書籍化 |
| けもの道 京都いのちの森                             | 千松信也（わな猟師）                                   | 2018年4月30日  | 放送時間45分だがスペシャル番組扱いにはなっていない 第6回グリーンイメージ国際環境映像祭審査員特別賞受賞 2020年8月22日、放送後追加取材を行い池松壮亮のナレーションを加えた映画『僕は猟師になった』が公開 |
| “幸せホームレス”との10日間                          | 小谷真理（ホームレス・元お笑い芸人）                   | 2018年5月2日   | |
| 遥かなる甲子園 Diaries of youth                     | 横浜隼人高校                                           | 2018年8月9日   | |
| 多国籍サーカス人生劇場                              | ポップサーカス                                         | 2018年8月10日  | |
| 裸に泣く                                            | ストリッパー                                           | 2018年10月2日  | |
| “勝利”を売る男                                      | 吉冨隆安（競馬予想士）                                 | 2018年12月17日 | |
| 岡崎体育・道化の逆襲                                | 岡崎体育（ミュージシャン）                             | 2018年12月18日 | |
| 富士山と牛と僕                                      | 酪農家（静岡県富士宮市・朝霧高原）                     | 2019年4月15日  | 第73回日本映画テレビ技術協会映像技術賞受賞 |
| 恋愛圏外                                            | アセクシュアル                                         | 2019年5月20日  | |
| 画面の向こうから―                                   | 技能実習生                                             | 2019年6月24日  | 今治タオル縫製工場でのベトナム人技能実習生の劣悪な労働環境を告発する内容で、番組で取り上げた会社は2020年2月に技能実習法違反により5年間の認定取り消しの行政処分を受けた インターネット上で無関係の企業が中傷される風評被害を受け、NHKは公式サイトで風評を否定する声明を発表 第57回ギャラクシー賞テレビ部門選奨、2020 ワールドメディア・フェスティバル（ドイツ）ドキュメンタリー「人権部門」銀賞受賞、2020 アメリカ国際フィルム・ビデオ祭ドキュメンタリー「時事問題部門」銀賞受賞、2019 貧困ジャーナリズム賞受賞 |
| 川崎サウスサイドラップ                              | 神奈川県川崎市南部・京浜工業地帯隣接地域のラッパーたち | 2019年7月29日  | |
| 超・リハビリ                                        | 和歌山県立医科大学附属病院リハビリテーション科         | 2019年9月9日   | |
| アニソン・ダンスバトル これがオレたちの愛だ         | あきばっか〜の                                         | 2019年10月7日  | 本番組オープニングのオリジナル曲をオーイシマサヨシが歌唱 |
| きみは なにもの                                     | 吉田悠太（木版画家）                                   | 2019年10月28日 | |
| “ワケあり”りんご                                    |                                                        | 2019年11月25日 | 2020年10月10日、59分拡大版がETV特集として放送 拡大版は第25回文化庁メディア芸術祭エンターテインメント部門審査委員会推薦作品に選出 |
| 神戸を聴く                                          | 牧秀一（NPO法人「よろず相談室」代表）                  | 2020年1月13日  | |
| 謎の詩人 最果タヒ                                   | 最果タヒ（詩人）                                       | 2020年2月3日   | |
| みんな先に行っちゃう。                              | ひきこもり                                             | 2020年2月17日  | |
| 蕎麦屋タナベ VRのススメ                             | 田名部康介（メタバースクリエイター・そば店店主）       | 2020年4月27日  | 番組で取材されたそば店は2023年10月20日に閉店 |
| 新型コロナと音の風景                                |                                                        | 2020年5月2日   | |
| 校長は反逆児                                        | 西郷孝彦（世田谷区立桜丘中学校校長）                   | 2020年5月11日  | |
| 屋根裏のちばてつや                                  | ちばてつや（漫画家）                                   | 2020年6月1日   | |
| 炎舞                                                | 塩沼亮潤（僧侶）                                       | 2020年7月20日  | |
| コロナと街と私 2020夏                               |                                                        | 2020年8月31日  | |
| あるジャズマンの物語 〜What a Wonderful “音” Life〜 | 吉本信行（ジャズベーシスト）                           | 2020年9月7日   | |
| 祇園の神さん                                        | 祇園祭                                                 | 2020年10月12日 | |
| おいらは農家 純情ラプソデー                         | 石橋千賀良（農業）                                     | 2020年11月9日  | |
| ちょっとだけ聞いて                                  | SHELLY、ヒコロヒーとみなみかわ、清田隆之（桃山商事）   | 2020年12月14日 | |
| 春を思って〜コロナの風景2020 - 21秋冬〜             |                                                        | 2021年2月1日   | |
| クイズ 最高の一問                                   | 矢野了平、日髙大介（クイズ作家）                       | 2021年2月22日  | 同年4月6日、本番組に映像とナレーションを追加し「プロフェッショナル 仕事の流儀」にて放送 2021年度第58回ギャラクシー賞テレビ部門奨励賞受賞 |
| 1/2525 行方不明の同級生と僕たちの10年               | 東日本大震災被災者                                     | 2021年4月3日   | |
| 雪に踊る男たち                                      | 新潟県十日町市天水越集落                               | 2021年4月17日  | |
| シュガーデート                                      | パパ活                                                 | 2021年5月15日  | |
| 寺と家族と“私” 800年を繋ぐTEMPLE FAMILY             | 宝蓮寺（京都市下京区）                                 | 2021年6月26日  | |
| コロナの風景 2020春 - 21夏 街と人々16か月の記録     |                                                        | 2021年7月22日  | 55分スペシャル 過去放送された「新型コロナと音の風景」「コロナと街と私 2020夏」「春を思って〜コロナの風景2020 - 21秋冬〜」の再編集に2021年夏の新録映像を加えた総集編 |
| お父さんのねぶたがいちばん好き                      | ねぶた師                                               | 2021年9月18日  | |
| 鯨を獲（と）る▽密着!商業捕鯨船団の53日間            | 母船式捕鯨船団                                         | 2021年11月13日 | |
| “地方紙は死ねない”▽国を動かしたスクープ舞台裏       | 秋田魁新報社                                           | 2021年11月27日 | |
| “好と景の羅針盤”▽双子姉妹ひと夏の物語               | 仲山好・景姉妹（元ヨット競技選手）                     | 2021年12月4日  | 同年11月5日に山口県域で放送された「Yスペ!」の同名番組を放送 |
| ぶどうの木の子どもたち                              | 里親家庭で育った子ども                                 | 2021年12月25日 | |
| 変かんふうふ▽コンピューター史に残る伝説の夫婦の物語 | 浮川和宣・初子夫妻（ジャストシステム創業者）           | 2022年1月15日  | |
| THE LAST MILE ルボ・ジャン 最後の歩み               | ジャン・ルボ（宣教師）                                 | 2022年1月29日  | |
| 知床 いのち巡る地より                               | 川村喜一・芽惟夫妻（美術家）                           | 2022年3月9日   | |
| わたしの小学校 〜“新しい日常”1年の物語〜            | 世田谷区立塚戸小学校                                   | 2022年8月28日  | 60分スペシャル |
| 808 Revolution                                      | ローランド・TR-808                                     | 2022年12月17日 | 出演：松武秀樹、アフリカ・バンバータ、石野卓球、トリル・ダイナスティ、菊本忠男（TR-808開発エンジニア） 音楽：渋谷慶一郎 |
| 線で世界を見つめると                                | 長場雄（イラストレーター）、高橋秀信（ネオン職人）     | 2022年12月24日 | |
| 製油所は眠らない                                    | 昭和四日市石油四日市製油所                             | 2023年3月20日  | 同年4月28日、三重県域にて糸井羊司アナのナレーションを追加した43分のディレクターズカット版「みえスペシャル『製油所は眠らない 完全版 〜工場夜景の裏側で〜』」を放送 |
| 花守の京都                                          | 花守                                                   | 2023年5月3日   | |